# IC 742
IC 742 ist eine Balken-Spiralgalaxie vom Hubble-Typ SBab im Sternbild Löwe nördlich der Ekliptik. Sie ist schätzungsweise 284 Millionen Lichtjahre von der Milchstraße entfernt und hat einen Durchmesser von etwa 100.000 Lichtjahren.
Im selben Himmelsareal befinden sich u. a. die Galaxien NGC 3929, NGC 3937, NGC 3940, IC 2968.
Das Objekt wurde am 22. April 1889 von dem US-amerikanischen Astronomen Lewis Swift entdeckt.